# (37672) 1994 VC
1994 VC (asteroide 37672) é um asteroide da cintura principal. Possui uma excentricidade de 0.14253380 e uma inclinação de 1.37642º.
Este asteroide foi descoberto no dia 1 de novembro de 1994 por Takao Kobayashi em Oizumi.